# Jimram I. z Medlova
Jimram I. z Medlova († po 1253) byl moravský šlechtic z rodu pánů z Medlova.

## Život
Jimram byl syn Štěpána I. z Medlova, purkrabího na hradech Veveří a Děvičky. O jeho životě máme velmi málo informací. Pravděpodobně založil městys Jimramov. Problém ale je, že první zmínka o Jimramově pochází až z roku 1361 a jméno Jimram nebylo v této době nijak neobvyklé. Za svůj život měl tři potomky – dceru blíže neznámého jména (provdala se za Čeňka z Bechyně) a dva syny, Fridricha a Archleba. Jeho prvorozený syn Fridrich byl arcibiskupem rižským.